# Briouette

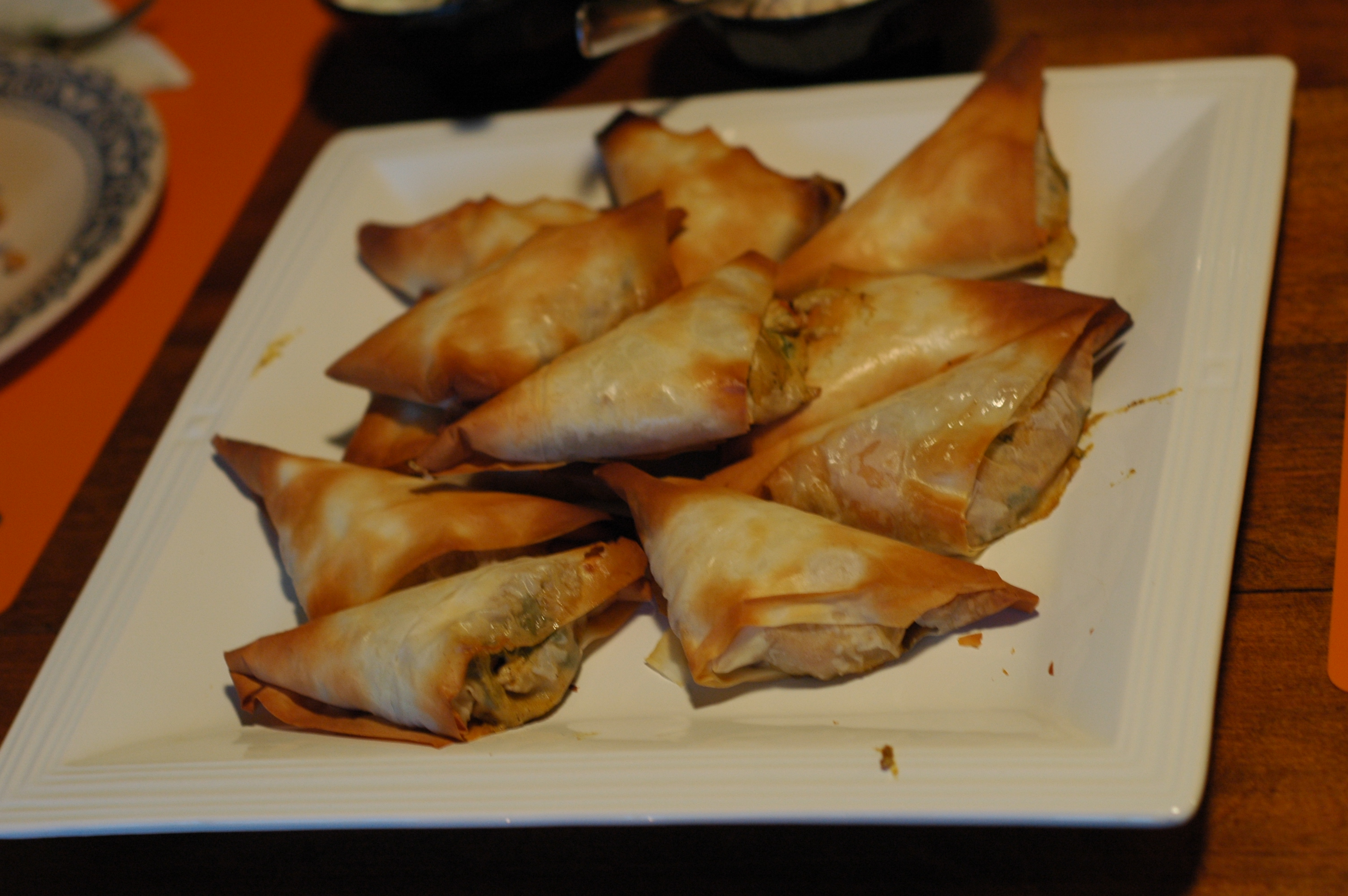
Briwat

Briouette of briwat is een gerecht uit de Marokkaanse keuken.
Het is een bladerdeeggebakje, dat gevuld wordt met vlees, meestal lam of kip, in combinatie met kaas, citroen en peper. Het wordt gebakken of gefrituurd en eventueel met kruiden of zelfs poedersuiker bestrooid. Dit gebakje kan ook worden gegeten als een zoet koekje, gevuld met amandelen, gefrituurd en doordrenkt in honing.